# Lasse Klein
Lasse Klein (født 8. oktober 1950 i Klaksvík) er en færøsk regnskabsfører og tidligere politiker (SF) og (KrF).
Han gik på handelsskole på Færøerne, i København og i London 1966–1973 og var sekretær i Føroya Kommunufelag 1973–1978. I 1977 etablerede han ugeavisen Oyggjatíðindi, som han var redaktør for 1978–1982. Klein drev eget regnskabs- og revisionskontor 1978–1989, derefter politiker på heltid i en del år, før han var sømand 1998–2001. Siden 2001 har han igen arbejdet som regnskabsfører.
I 1970'erne var Klein med til at etablere Sjálvstýrisflokkurins centrale organisation samt ungdomsorganisationen Unga Sjálvstýri. Han var kommunalbestyrelsesmedlem i Runavíkar kommuna 1984–1985, kultur-, kommunikations- og samfærdselsminister i Atli Dams fjerde og femte regjering 1985–1989, indvalgt i Lagtinget fra Eysturoy 1988–1998 og lagtingsformand 1993–1994. I 1994 brød han med Sjálvstýrisflokkurin, hvilket førte til at Marita Petersens regering mistede sit flertal. Klein var i sin sidste periode i Lagtinget valgt for Kristiligi Fólkaflokkurin, som han var parlamentarisk leder for hele perioden. Klein gik siden tilbage til Sjálvstýrisflokkurin igen. I januar 2014 blev han ansat som sekretær for Nýtt Sjálvstýri, som partiet hedder siden april 2015. Han stillede op til lagtingsvalget 2015 for Nýtt Sjálvstýri, men opnåede ikke at blive valgt. Partiet fik to mandater, hvor 10 stemmer sikrede det næstvalgte mandat.